# Bolsita de té

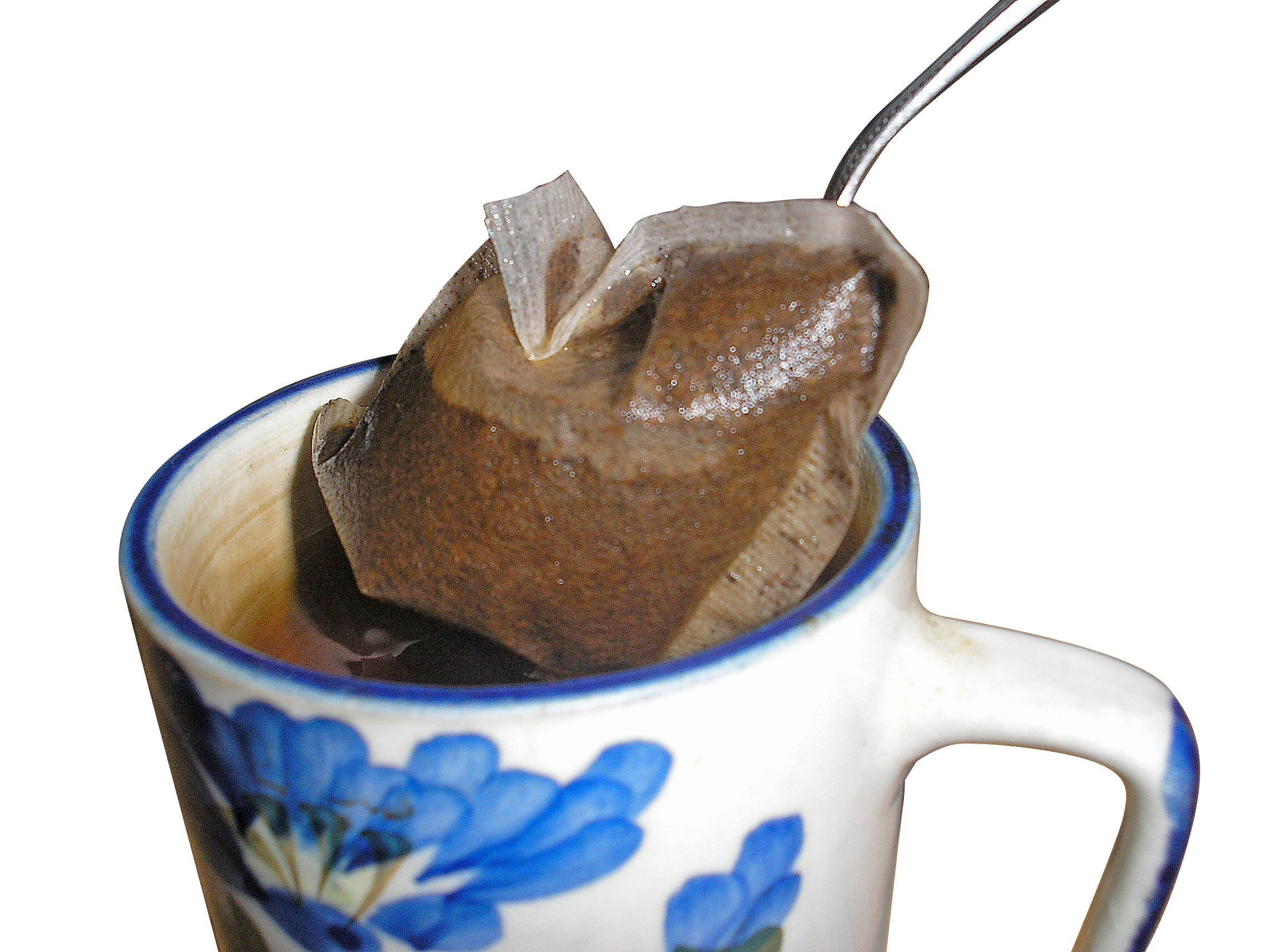
Una bolsita de té se saca de una taza de té caliente para detener el proceso de infusión

Una bolsita de té o saquito de té es una bolsa pequeña sellada de papel poroso, seda o nailon conteniendo hojas de té, por lo general finamente picadas, en la cantidad necesaria para preparar una única taza de la infusión. La bolsita mantiene el té dentro mientras se hace la infusión, por lo que resulta más fácil retirar las hojas, realizando así la misma función que un infusor de té. Algunas bolsitas de té tienen unido un trozo de cordel con una etiqueta de papel en su extremos para facilitar su retirada y también identificar la variedad de té.
En países donde es más frecuente el uso de hojas de té sueltas, el término se usa habitualmente para describir un envase de papel o celofán para estas hojas. Suelen ser sobres cuadrados o rectangulares con la marca y el sabor impresos en ellos, así como decoraciones a veces interesantes.

## Historia
El origen exacto de la invención de las bolsitas es una cuestión debatida.
Las primeras bolsitas de té se hacían de muselina de seda cosidas a mano y existen patentes de este tipo que datan de fecha tan temprana como 1903. Aparecieron comercialmente por primera vez en 1904, cuando fueron promocionadas con éxito por el mercader de té y café Thomas Sullivan desde Nueva York, quien vendió sus bolsas de té por todo el mundo. El té suelto tenía que ser retirado de las bolsas por los clientes, que sin embargo hallaban más cómodo prepararlo en ellas. Las bolsitas de té modernas suelen hacerse de fibra de papel. La primera máquina de embalaje de bolsitas de té fue inventada en 1929 por Adolf Rambold para la empresa alemana Teekanne.
La bolsita de fibra de papel sellado por calor fue inventada por William Hermanson, uno de los fundadores de Technical Papers Corporation of Boston. Hermanson vendió la patente a la Salada Tea Company en 1930.
La bolsita de té rectangular no fue inventada hasta 1944. Antes de esto parecían pequeños saquitos, al que llamaban colatés.
Aunque la compañía Lipton no fue la primera en utilizar bolsitas de té, si fue la primera que tuvo la idea de imprimir en sus cajas y etiquetas las instrucciones para su preparación a partir de 1952. El diseño básico de su saquito rectangular con sus pliegues característicos, ha permanecido inalterado desde entonces.

## Producción

### Tés
Una amplia variedad de tés y tisanas está disponible en bolsitas. Típicamente las bolsitas de té usan fannings, los restos que quedan después de que los trozos de hoja más grandes se recojan para su venta como té suelto, pero algunas compañías como Honest Tea venden bolsitas conteniendo hojas enteras.

### Papel

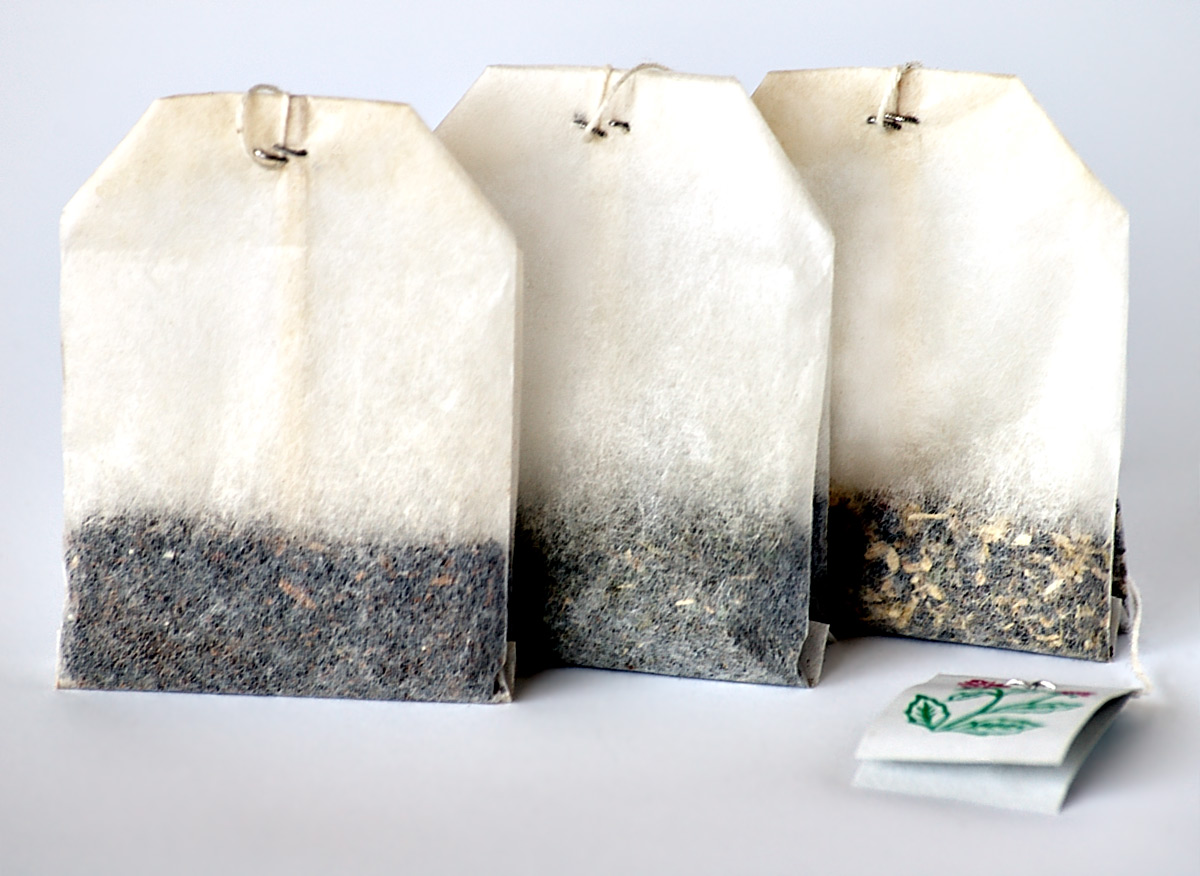
Bolsitas de té de papel de tres tés diferentes

El papel de las bolsitas de té es parecido al de los filtros de café. Se hace con una mezcla de madera y fibras vegetales. La fibra vegetal se blanquea con pulpa de abacá, un pequeño árbol cultivado por su fibra, principalmente en las Filipinas y Ecuador. El papel sellable térmicamente lleva un termoplástico, como el PVC o el polipropileno, como componente en el lado interno de su superficie.

### Envasado
Las principales compañías mundiales de máquinas de envasado de bolsitas de té son MAI S.A. de Mar del Plata (Argentina) con clientes en 78 países y diseños innovadores e IMA de Bolonia (Italia), que se reparten el 70 % del mercado mundial. Una máquina estándar de MAI puede envasar 120 bolsas rectangulares por minuto con un peso de hasta 3,3 g por bolsa, lo que permite el envasado de tisanas. Otra compañía, la Tecnomeccanica italiana, tiene un diseño más rápido, capaz de envasar 250 bolsas piramidales por minuto.

## Formas

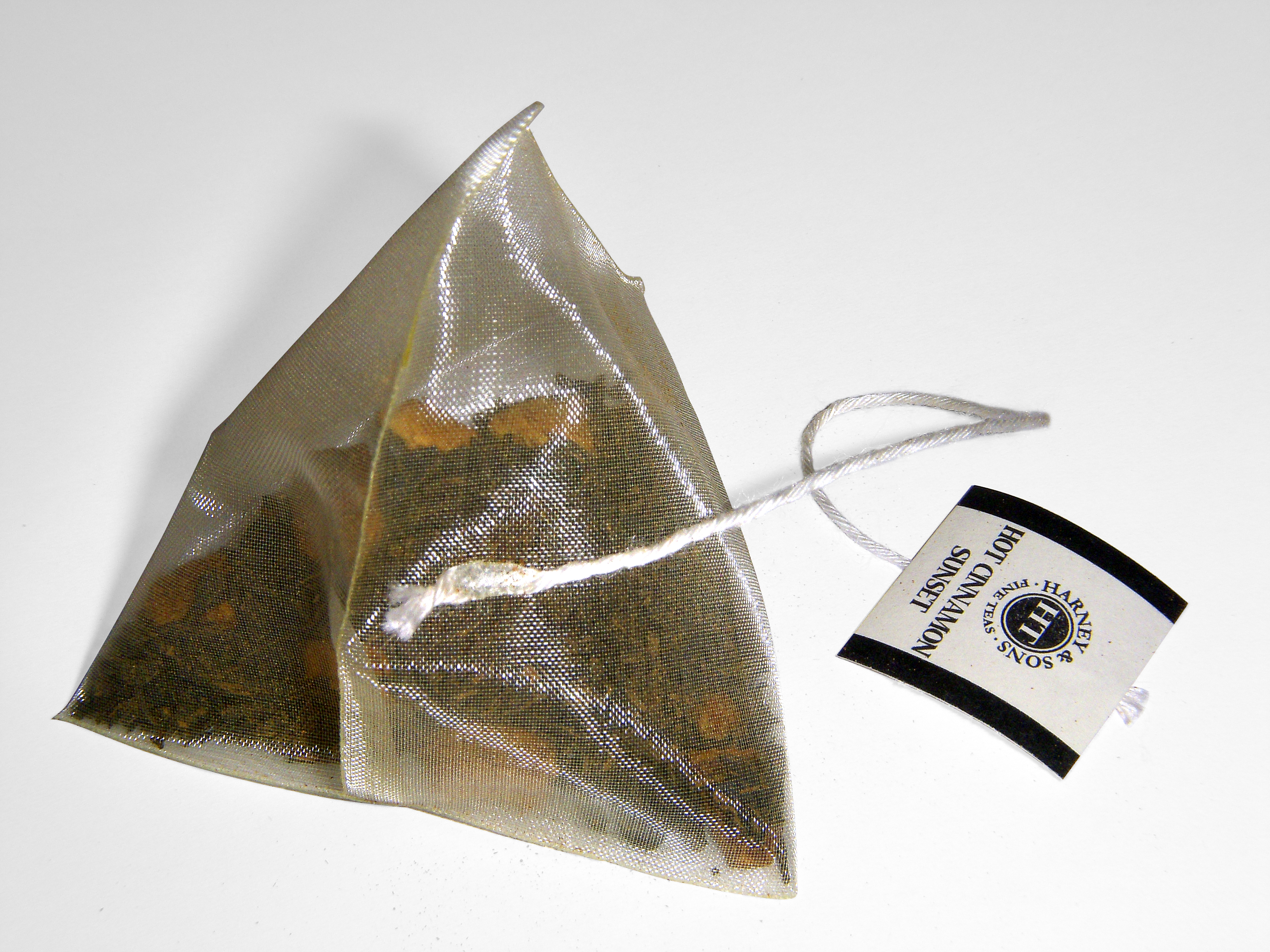
Bolsita de té de nailon piramidal

Tradicionalmente las bolsitas de té han sido cuadradas o rectangulares. Más recientemente han llegado al mercado bolsas circulares o piramidales, y a menudo los fabricantes afirman que mejoran la calidad de la infusión. Esta afirmación, sin embargo, solo se sostiene con una preparación adecuada.
Una observación práctica en el desarrollo de la bolsita de té desde la forma tradicional hasta la circular y finalmente la piramidal es que la cantidad de adhesivo usada para cerrar las bolsas se reduce. Podría pues asumirse que el desarrollo no es para mejorar la calidad de la infusión sino para reducir el coste de producir las bolsas.
Los consumidores también tienen disponibles bolsitas de té vacías para llenarlas con hojas de té ellos mismos. Estas suelen ser bolsas abiertas con una solapa larga. La bolsa se llena con una cantidad de hojas de té apropiada y la solapa se cierra dentro de la ella para retener el té. La bolsa resultante combina la facilidad de uso de las bolsitas producidas comercialmente con la mayor variedad y mejor calidad del té en hoja.
Debido a la comodidad de las bolsitas de té, puede adquirirse una amplia variedad de hierbas cortadas específicamente para este uso, típicamente con el grueso de las hojas entre 1 y 1,5 mm.
Las bolsas de té piramidales de nailon conteniendo trozos de hojas en lugar de «restos» de té aparecieron en el mercado para los puristas. La forma piramidal deja más espacio para que las hojas maceren. Los ecologistas prefieren la seda al nailon debido a cuestiones de salud y biodegradabilidad.

## Café
El concepto de porciones medidas de antemano en bolsas desechables también se ha aplicado al café, si bien no ha alcanzado una penetración comercial tan amplia (de forma parecida a la penetración comercial del té instantáneo respecto al café).

## Actividades relativas a las bolsitas de té
Las bolsitas de té decoradas se han convertido en la base de grandes colecciones, y muchos aficionados coleccionan bolsitas de todo el mundo. Hay disponible un catálogo en línea de bolsitas de té para coleccionistas en Colnect.
El plegado de bolsitas de té empezó en los Países Bajos, y menudo se atribuye a Tiny van der Plas. Es una variante de la papiroflexia en la que cuadrados idénticos de papel (cortados de las bolsitas de té) se doblan y disponen en rosetas. Estas rosetas suelen usarse para decorar tarjetas regalo y se han convertido en una manualidad popular tanto en Estados Unidos como en el Reino Unido desde 2000.